# Kvarndammen, Dalsland
Kvarndammen är en sjö i Bengtsfors kommun i Dalsland och ingår i Örekilsälvens huvudavrinningsområde.